# Aix-en-Provence Open 1978
L'Aix-en-Provence Open 1978 è stato un torneo di tennis giocato sulla terra rossa. È stata la 2ª edizione del torneo, che fa parte del Colgate-Palmolive Grand Prix 1978. Si è giocato a Aix-en-Provence in Francia dal 25 settembre al 1º ottobre 1978.

## Campioni

### Singolare maschile
Guillermo Vilas ha battuto in finale  José Luis Clerc con il punteggio di 6–3, 6–0, 6–3

### Doppio maschile
Ion Țiriac /  Guillermo Vilas hanno battuto in finale  Jan Kodeš /  Tomáš Šmíd con il punteggio di 7–6, 6–1